# Подмол
 Тази статия е за битолското село.  За охридското вижте Подмоле.  
Подмол (на македонска литературна норма: Подмол) е село в южната част на Северна Македония, община Прилеп.

## География
Селото е разположено в областта Пелагония, в най-южните склонове на планината Дрен, южно от град Прилеп.

## История
В XIX век Подмол е българско село в Битолска кааза на Османската империя.
Според статистиката на Васил Кънчов („Македония. Етнография и статистика“) от 1900 година Подмолъ има 250 жители, всички българи християни.
На Етнографската карта на Битолския вилает на Картографския институт в София от 1901 година Подмол е чисто българско село в Битолската каза на Битолския санджак с 35 къщи.
В началото на XX век българското население на селото е под върховенството на Българската екзархия. По данни на секретаря на екзархията Димитър Мишев („La Macédoine et sa Population Chrétienne“) през 1905 година в Подмол има 208 българи екзархисти и работи българско училище.
При избухването на Балканската война в 1912 година 2 души от селото са доброволци в Македоно-одринското опълчение.
По време на българското управление на Вардарска Македония през Първата световна война Подмол е част от Добрушевска община в Битолска селска околия и има 481 жители.
Според преброяването от 2002 година селото има 138 жители, всички северномакедонци.

## Личности
Родени в Подмол
- Блаже Милушев, македоно-одрински опълченец, 28-годишен, 3 рота на 12 лозенградска дружина, починал от холера[7]
- Илия Найдов, македоно-одрински опълченец, 25-годишен, 4 рота на 4 битолска дружина, носител на кръст „За храброст“ IV степен[8]

Починали в Подмол
- Димитър Павлов Романски, български военен деец, старши подофицер, загинал през Първата световна война[9]